# هانس یورگن ریپ
هانس یورگن ریپ (انگلیسی: Hans-Jürgen Ripp; ۲۴ ژوئن ۱۹۴۶ – ۴ ژوئیهٔ ۲۰۲۱) بازیکن فوتبال اهل آلمان بود.
از باشگاه‌هایی که در آن بازی کرده‌است می‌توان به باشگاه فوتبال هامبورگ اشاره کرد.